# In Excelsis Deo
In Excelsis Deo es el décimo capítulo de la primera temporada serie dramática 'El ala oeste'.

## Argumento
Durante las fiestas de Navidad, Toby es requerido por la policía ya que un mendigo muerto por el frío tenía su tarjeta. Al parecer, había donado un abrigo a la beneficencia, que terminó en poder del hombre fallecido, veterano de la guerra de Corea. Afectado, Toby intentará honrarlo con un funeral decente. Gracias a sus influencias dentro de la Casa Blanca, encontrará al hermano del fallecido y juntos lo honrarán en un sepelio militar en el Cementerio de Arlington. El Presidente Bartlet se molesta por el funeral, porque podría sentar un precedente ante otros veteranos, a lo que Toby contesta: «eso espero». Entre los asistentes se encuentra la sra. Landingham, que perdió a sus dos hijos en la guerra de Vietnam.
Por su parte Josh convence a Sam para ir a ver a su amiga, la prostituta de lujo, para intentar sacar los trapos sucios del senador Lillienfield, que sacó a la luz la adicción a las drogas y a las pastillas de Leo. La chica rechaza dar su ayuda. «Vosotros no sois así» les contesta. Al final del episodio Leo, muy enfadado, les exige que no hagan nada sobre el anuncio de Lillienfield, porque quiere caer solo y no con el resto del equipo. Mientras Dany discute con C.J. la posibilidad de tener una cita juntos, mientras esta se encuentra emocionalmente afectada por el asalto a un homosexual que ha sido brutalmente apaleado.

## Curiosidades
- La escena del funeral fue realizada gracias a la ayuda del Departamento de Defensa de los Estados Unidos.
- La historia del homosexual se basa en un hecho real, acontecido por la misma época. Se llamaba Matthew Shepard.

## Enlaces
- Ficha en FormulaTv
- Enlace al Imdb
- Guía del Episodio (en inglés)

- Datos: Q9008201